# Сан-Джакомо-дельи-Скьявони
Сан-Джакомо-дельи-Скьявони (итал. San Giacomo degli Schiavoni) —  коммуна в Италии, располагается в регионе Молизе, в провинции Кампобассо.
Население составляет 1289 человек (2008 г.), плотность населения составляет 111 чел./км². Занимает площадь 10 км². Почтовый индекс — 86030. Телефонный код — 0875.
Покровителем коммуны почитается святой апостол Иаков Старший, празднование 9 августа.

## Демография
Динамика населения:

## Администрация коммуны
- Официальный сайт: